# Riacho Pilões
O Riacho Pilões é um riacho (um pequeno rio) brasileiro que banha o estado da Paraíba.